# Dây cóc
Dây cóc hay cóc kèn chùy dài (danh pháp hai phần: Aganope heptaphylla) là một loài thực vật có hoa trong họ Đậu. Loài này được (L.) Polhill miêu tả khoa học đầu tiên.